# Daniela Reina
Daniela Reina (* 15. Mai 1981 in Camerino) ist eine ehemalige italienische Leichtathletin, die im Sprint und Mittelstreckenlauf an den Start ging.

## Sportliche Laufbahn
Erste internationale Erfahrungen sammelte Daniela Reina im Jahr 2000, als sie bei den Juniorenweltmeisterschaften in Santiago de Chile mit 55,12 s in der ersten Runde im 400-Meter-Lauf ausschied. Im Jahr darauf belegte sie bei den U23-Europameisterschaften in Amsterdam in 54,31 s den siebten Platz über 400 Meter, ehe sie im September bei den Mittelmeerspielen in Tunis in 3:38,90 min die Silbermedaille mit der italienischen 4-mal-400-Meter-Staffel hinter dem französischen Team gewann. 2002 gewann sie bei den Halleneuropameisterschaften in Wien mit der Staffel in 3:36,49 min gemeinsam mit Patrizia Spuri, Carla Barbarino und Danielle Perpoli die Bronzemedaille hinter den Teams aus Belarus und Polen. 2003 schied sie bei den U23-Europameisterschaften in Bydgoszcz mit 54,82 s in der ersten Runde über 400 Meter aus und 2006 schied sie bei den Europameisterschaften in Göteborg mit 52,13 s im Halbfinale über 400 Meter aus. Im Jahr darauf schied sie bei den Halleneuropameisterschaften in Birmingham mit 53,00 s ebenfalls im Semifinale aus, wie auch bei den Weltmeisterschaften im August in Osaka mit 51,99 s. 2009 belegte sie bei den Halleneuropameisterschaften in Turin in 53,11 s den fünften Platz über 400 Meter und im Juli gewann sie bei den Mittelmeerspielen in Pescara in 52,34 s die Silbermedaille hinter ihrer Landsfrau Libania Grenot. Daraufhin schied sie bei den Weltmeisterschaften in Berlin mit 2:06,30 min in der ersten Runde im 800-Meter-Lauf aus und verpasste mit der Staffel mit 3:31,05 min den Finaleinzug. Im Jahr darauf kam sie bei den Europameisterschaften in Barcelona mit 2:01,94 min nicht über den Vorlauf über 800 Meter hinaus. Bis 2018 bestritt sie noch Wettkämpfe auf nationaler Ebene, ehe sie ihre aktive sportliche Karriere im Alter von 37 Jahren endgültig beendete.
In den Jahren von 2005 bis 2008 wurde Reina italienische Meisterin im 400-Meter-Lauf im Freien sowie von 2006 bis 2009 in der Halle.

## Persönliche Bestleistungen
- 400 Meter: 51,18 s, 27. August 2006 in Rieti
  - 400 Meter (Halle): 52,95 s, 2. März 2007 in Birmingham
- 800 Meter: 2:01,09 min, 10. Juni 2010 in Rom
  - 800 Meter (Halle): 2:03,67 min, 20. Februar 2010 in Birmingham